# Chitta Ranjan Dutta
Pour les articles homonymes, voir Dutta.
Chitta Ranjan Dutta (en bengali : চিত্তরঞ্জন দত্ত), aussi connu comme C R Dutta, né le 1er janvier 1927 à Shillong (Assam, Inde britannique) et mort le 24 août 2020 à Boca Raton (Floride, États-Unis), est un militaire bangladais, major-général de l'Armée du Bangladesh. 
Il était l'un des principaux commandant du secteur de la Mukti Bahini, au cours de la guerre de libération du Bangladesh. Après l'indépendance, il a servi comme commandant des forces armées à Rangpur
Il devient en 1973 le premier directeur général des Bangladesh Rifles (en) (à présent, les Gardes-Frontières du Bangladesh (en).
Chitta Ranjan Dutta est un important défenseur des droits des minorités au Bangladesh. Il est également le président du Conseil de l'Unité Hindoue, Bouddhiste et Chrétienne du Bangladesh (en).